# Villers-les-Bois
Villers-les-Bois település Franciaországban, Jura megyében. Lakosainak száma 225 fő (2022. január 1.). Villers-les-Bois Souvans, Biefmorin, Bretenières, Colonne, Mont-sous-Vaudrey, Oussières és Séligney községekkel határos.

## Népesség
A település népessége az elmúlt években az alábbi módon változott:
| Lakosok száma | 169  | 142  | 211  | 196  | 203  | 207  | 212  | 215  | 222  | 225  |
|               | 1968 | 1982 | 1990 | 2006 | 2013 | 2015 | 2017 | 2019 | 2020 | 2022 |